# 교향곡 6번 (차이콥스키)
《교향곡 6번 b 단조》(Op. 74)은 표트르 일리치 차이콥스키가 마지막으로 작곡한 교향곡이다. 1893년 그가 사망하기 아흐레 전에 초연되었다. 차이콥스키의 말에 따르면 그는 “과장 없이, 모든 영혼을 이 작품에 쏟아 넣었다”.

## 별명의 유래
교향곡은 흔히 ‘비창(悲愴)’이라는 이름으로 알려져 있지만, 러시아어 제목인 파테티체스카야(Патетическая)는 슬픔이 아니라 ‘열정적’·‘감정적’이란 뜻이다. 이것이 프랑스어 파테틱(Pathétique)으로 서유럽에 번역되면서 슬픔을 뜻하게 되었다.
원래 차이콥스키는 이 교향곡을 “프로그램 교향곡”(Программная)이라고 부르고 싶어했으나 밝히고 싶지 않았던 그 ‘프로그램’에 대해서 오히려 궁금증을 유발할 것 같아 망설였다. 그의 동생인 모데스트가 작품의 초기 본에 사용되었던 파테티체스카야(러시아어: Патетическая)이라는 이름을 다시 제안하였다. 차이콥스키는 이 이름을 좋아했는지 여부에 대해서는 여러 설이 있으나, 결국 이 이름이 붙은채로 출판되었다.

## 편성
플루트3(3번은 피콜로 겸함), 오보에3, 바순3, 클라리넷3, 호른4, 트롬본3, 트럼펫3, 튜바, 큰북, 팀파니, 탐탐, 심벌즈, 현5부

## 구성
연주 시간은 약 50분 정도이며, 다음과 같이 네 악장으로 구성되어 있다.
1. 아다지오 - 알레그로 논 트로포 (Adagio - Allegro non troppo) (B단조 - D장조 - 모호한 조 - B단조 - B장조, 소나타 형식)
2. 알레그로 콘 그라치아 (Allegro con grazia) (D장조 - B단조 - D장조, ABA 형식)
3. 알레그로 몰토 비바체 (Allegro molto vivace) (G장조 - E장조 - G장조, 스케르초 / 발전부가 생략된 소나타 형식)
4. 피날레: 아다지오 라멘토소 (Finale: Adagio lamentoso) (B단조 - D장조 - B단조, ABA 형식)

## 참고 문헌
1. 1 2  마이클 스타인버그, “The Symphony: a listeners guide”, 635-641쪽, 옥스퍼드 대학교 출판부, 1995년.
2. ↑  Listen to “Discovering Music - Tchaikovsky's 6th Symphony”. 2012년 11월 10일에 원본 문서에서 보존된 문서. 2019년 11월 23일에 확인함. from 2:30